# Morton Downey, Jr.
Morton Downey, Jr., född Sean Morton Downey den 9 december 1932 i Los Angeles, död 12 mars 2001 i Los Angeles, var en amerikansk pratshowvärd. Downey var en pionjär inom genren "skräp-TV" i sitt TV-program The Morton Downey Jr. Show (1987–1989).

## Biografi
Downeys föräldrar var sångaren Morton Downey och skådespelerskan Barbara Bennett och han utbildade sig vid New York University. Downey försökte sig på en karriär inom musiken innan han blev en pratshowvärd på KFBK-AM i Sacramento, Kalifornien. Han blev avskedad därifrån 1984 och arbetade senare på WMAQ-AM i Chicago, Illinois innan han fick sitt eget TV-program The Morton Downey Jr. Show. Pratshowen fick stor uppmärksamhet, men lades ned efter knappt två år. 1990 ansökte Downey om personlig konkurs.
Downey gifte sig fyra gånger och fick fyra barn. Med sin fru Helen fick han dottern Melissa, med frun Joan fick han döttrarna Tracey och Kelli samt med frun Lori fick han dottern Seanna Micaela. I juni 1996 fick Downey lungcancer, vilket han dog av den 12 mars 2001.